# 산외초등학교 (경남)
산외초등학교는 대한민국 경상남도 밀양시 산외면 금천리에 있는 공립 초등학교이다.

## 학교 연혁
- 1923년 11월 15일 산외공립보통학교(4년제 12학급) 개교(설립인가 6월 25일)
- 1938년 4월 1일 산외공립심상소학교로 개칭
- 1941년 4월 1일 산외공립국민학교로 개칭
- 1995년 4월 10일 급식소 개소
- 1996년 3월 1일 산외초등학교로 개칭
- 2006년 12월 8일 솔벗도서관 개관
- 2009년 3월 1일 단산초등학교 통합운영
- 2015년 3월 1일 특수학급 신설
- 2020년 3월 1일 제30대 강인석 교장 부임
- 2022년 2월 15일 제96회 졸업(총 6,136명)

## 학교 상징
- 교화 : 장미 - 꽃이 아름답고 색채와 품종이 다양하여 관상용으로 많이 기르고 있는 장미는 아름다운 마음씨와 저마다 다양한 자랑거리를 가지는 산외 어린이의 상징이다
- 교목 : 섬향나무 - 사철 푸른 잎을 뽐내며 정원의 관상수로서 많은 사랑을 받는 섬향나무의 아름다운 자태는 산외 어린이의 늠름한 기상과 꿈을 나타낸다

## 참고 자료
- 산외초등학교 - 한국교육학술정보원 학교알리미